# Tiro esportivo nos Jogos Pan-Americanos de 2011 - Fossa olímpica feminino
A competição da fossa olímpica feminino foi um dos eventos do tiro esportivo nos Jogos Pan-Americanos de 2011, em Guadalajara. Foi disputada no Club Cinegético Jalisciense no dia 18 de outubro.

## Calendário
Horário local (UTC-6).
| Data          | Horário | Fase         |
| ------------- | ------- | ------------ |
| 18 de outubro | 9:00    | Qualificação |
| 18 de outubro | 14:30   | Final        |

## Medalhistas
| Ouro   | USA Miranda Wilder |
| Prata  | CAN Lindsay Boddez |
| Bronze | USA Kayle Browning |

## Resultados

### Qualificação
| Pos. | Atiradora        | País               | 1  | 2  | 3  | Shoot-off | Total | Obs.  |
| ---- | ---------------- | ------------------ | -- | -- | -- | --------- | ----- | ----- |
| 1    | Kayle Browning   | USA Estados Unidos | 21 | 24 | 23 |           | 68    | Q, PR |
| 2    | Miranda Wilder   | USA Estados Unidos | 20 | 23 | 23 |           | 66    | Q     |
| 3    | Laura Robles     | MEX México         | 19 | 24 | 22 |           | 65    | Q     |
| 4    | Karla de Bona    | BRA Brasil         | 22 | 21 | 22 |           | 65    | Q     |
| 5    | Lindsay Boddez   | CAN Canadá         | 24 | 21 | 20 |           | 65    | Q     |
| 6    | Vivian Rodríguez | PUR Porto Rico     | 19 | 18 | 24 | +2        | 61    | Q     |
| 7    | Susan Nattrass   | CAN Canadá         | 24 | 21 | 16 | +1        | 61    |       |
| 8    | Pamela Salman    | CHI Chile          | 20 | 21 | 19 |           | 60    |       |
| 9    | Janice Teixeira  | BRA Brasil         | 17 | 20 | 21 |           | 58    |       |
| 10   | Dolores Pachuca  | MEX México         | 18 | 19 | 16 |           | 53    |       |
| 11   | Nicole Morgado   | CHI Chile          | 16 | 17 | 16 |           | 49    |       |

### Final
| Pos.              | Atiradora            | Qualificação | Final | Total | Obs. |
| ----------------- | -------------------- | ------------ | ----- | ----- | ---- |
| Medalha de ouro   | USA Miranda Wilder   | 66           | 21    | 87    | FPR  |
| Medalha de prata  | CAN Lindsay Boddez   | 65           | 21    | 86    |      |
| Medalha de bronze | USA Kayle Browning   | 69           | 17    | 85    |      |
| 4                 | MEX Laura Robles     | 65           | 19    | 84    |      |
| 5                 | BRA Karla de Bona    | 65           | 18    | 83    |      |
| 6                 | PUR Vivian Rodríguez | 61           | 15    | 76    |      |